# Uchinada
Uchinada (jap. 内灘町 Uchinada-machi) – miasto w Japonii, na wyspie Honsiu, w prefekturze Ishikawa. Według danych na rok 2020 miejscowość zamieszkiwało 26 574 mieszkańców , a gęstość zaludnienia wyniosła 1307,1 os./km².